# 特拉諾瓦灣

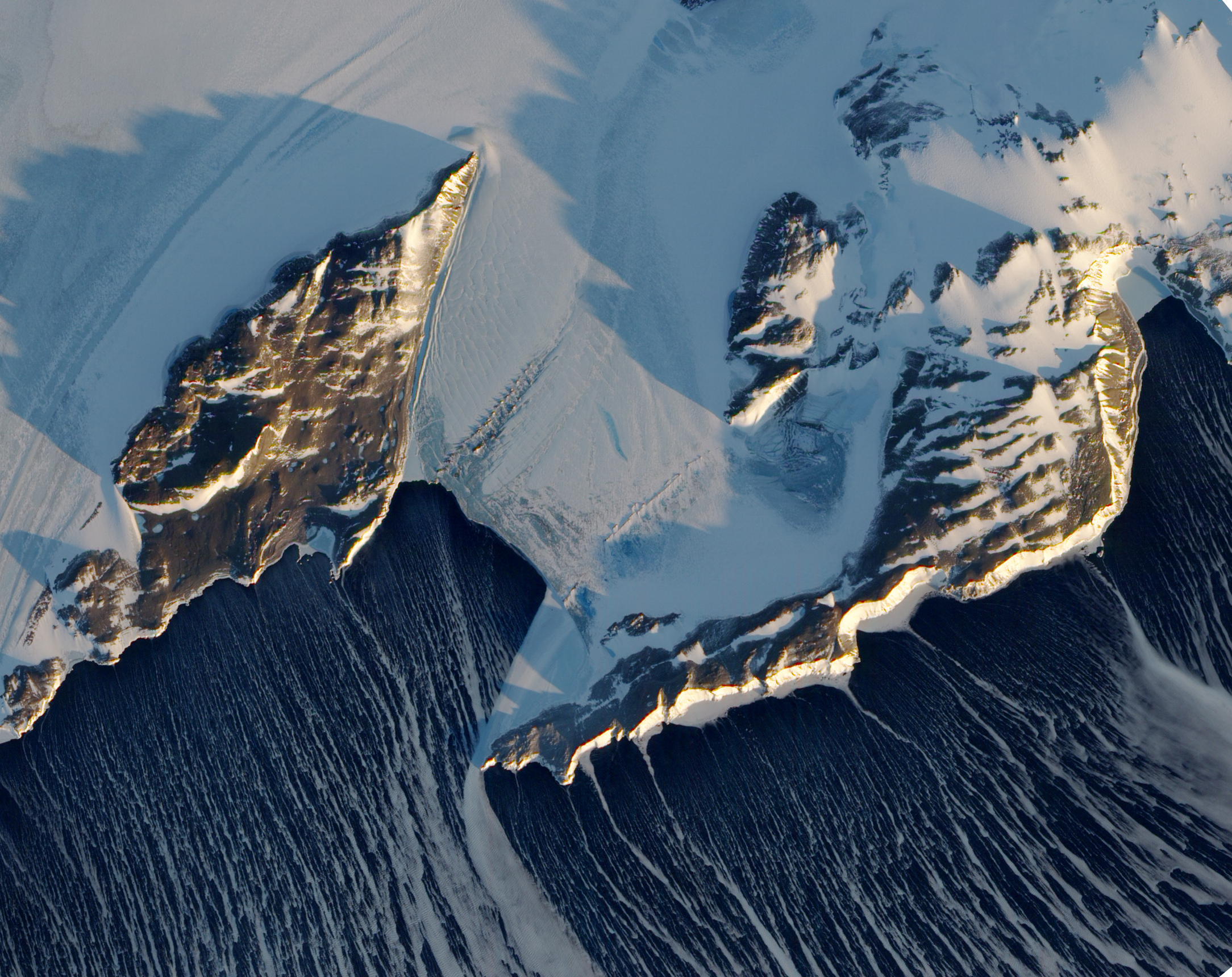
特拉諾瓦灣

特拉諾瓦灣（英語：Terra Nova Bay）是南極洲的海灣，位於維多利亞地，長約64公里，由羅伯特·斯科特率領的英國探險隊發現，意大利在1985年於該海灣設立極地研究站。
74°50′0″S 164°30′0″E / 74.83333°S 164.50000°E